# Virus de Mokola
Lyssavirus mokola
Espèce
Synonymes
- Mokola lyssavirus (ICTV, 2015)
- Mokola virus (ICTV, 1976)

Lyssavirus mokola, le virus de Mokola, est un virus isolé pour la première fois en 1968 dans les organes d'une crocidure (musaraigne à dents blanches) capturée dans la forêt de Mokola au Nigeria à Ibadan. Cinq autres souches furent isolées à l'époque, dont trois de crocidures et deux de jeunes enfants.
Il existe des relations antigéniques entre le virus de Mokola, le virus de la rage et quatre autres virus isolés en Afrique.